# East Gwillimbury
| East Gwillimbury                                                                 |            |
|                                                                                  |            |
| Localização da cidade na Municipalidade Regional de York. Localização em Ontário |            |
| Província                                                                        | Ontário    |
| Fundado em                                                                       | 1804       |
| Incorporado em                                                                   | 1816       |
|                                                                                  |            |
| Área                                                                             |            |
| - Cidade                                                                         | 206,74 km² |
| População (2006)                                                                 |            |
| - Cidade                                                                         | 21 069     |
| - Densidade                                                                      | 86 hab/km² |
| Website: eastgwillimbury.ca                                                      |            |

East Gwillimbury é uma cidade localizada em Ontário, Canadá. Faz parte da Municipalidade Regional de York e da região metropolitana de Toronto, sendo localizado a cerca de 20 quilômetros da última.